# Miloslav Švaříček
Miloslav Švaříček (* 14. února 1942, Nové Město na Moravě) byl československý lyžař, sdruženář. Závodil za Sokol Nové Město na Moravě.

## Lyžařská kariéra
Na IX. ZOH v Innsbrucku 1964 v severské kombinaci skončil na 24. místě.